# Taís Pina
Taís Pina (Venteira, Amadora, 13 de outubro de 2004) é uma judoca portuguesa que se estreou nos Jogos Olímpicos de Paris 2024, depois de aos 19 anos ter atingido a qualificação como 24.ª classificada do ranking de -70 kg.

## Biografia
Taís nasceu em Portugal, na Amadora. É descendente de pais africanos, mãe guineense que emigrou para Portugal aos oito anos e pai com origens cabo-verdianas.
Em 2022 ingressou no Instituto Superior de Ciências Sociais e Políticas (ISCSP), na Universidade de Lisboa. Em 2024 encontrava-se no segundo ano da licenciatura em Gestão de Recursos Humanos e judoca no Sport Algés e Dafundo.

## Classificações em competição

### 2024
- Jogos Olímpicos: Nos 16-avos de final da prova de judo feminino -70kg foi derrotada por Kim Polling.[4]

- Qualificação Olímpica: Foi qualificada para participar na categoria de -70 kg nos Jogos Olímpicos de Paris 2024 pelo Comité Olímpico de Portugal (COP). Taís Pina encontrava-se no seu último ano como júnior, quando foi a sétima judoca portuguesa a integrar a lista de atletas competidores estes Jogos.[5]

- Campeonato Mundial em Abu Dhabi: Participou no seu primeiro campeonato do mundo, onde teve um desempenho notável.[6]

- Grand Slam de Astana: Em maio, Taís Pina conquistou a medalha de ouro no Grand Slam de Astana, no Cazaquistão. Na final, derrotou a croata Lara Cvjetko, sexta do ranking mundial, marcando ippon com um ura-nage. Esta vitória representou o primeiro pódio português na competição.[7]

- Grand Slam de Antália: Em março, ela subiu pela primeira vez ao pódio do IJF Grand Slam, conquistando a medalha de prata.[8]

- Grand Slam de Paris: Em fevereiro, alcançou o 5º lugar no Grand Slam de Paris, resultando numa subida de 38 lugares no ranking mundial, posicionando-se na 61ª posição.[9]

### 2023
Taís Pina conquistou quatro medalhas em competições de juniores: ganhou a  medalha de bronze na categoria de -70 kg nos Europeus de sub-23 em Potsdam, Alemanha, vencendo a atleta georgiana Nino Gulbani no 'golden score'.

### 2022
Taís Pina fez uma pausa na carreira e esteve um ano parada após deixar a Escola de Judo Nuno Delgado.